# Зал слави Інтернету

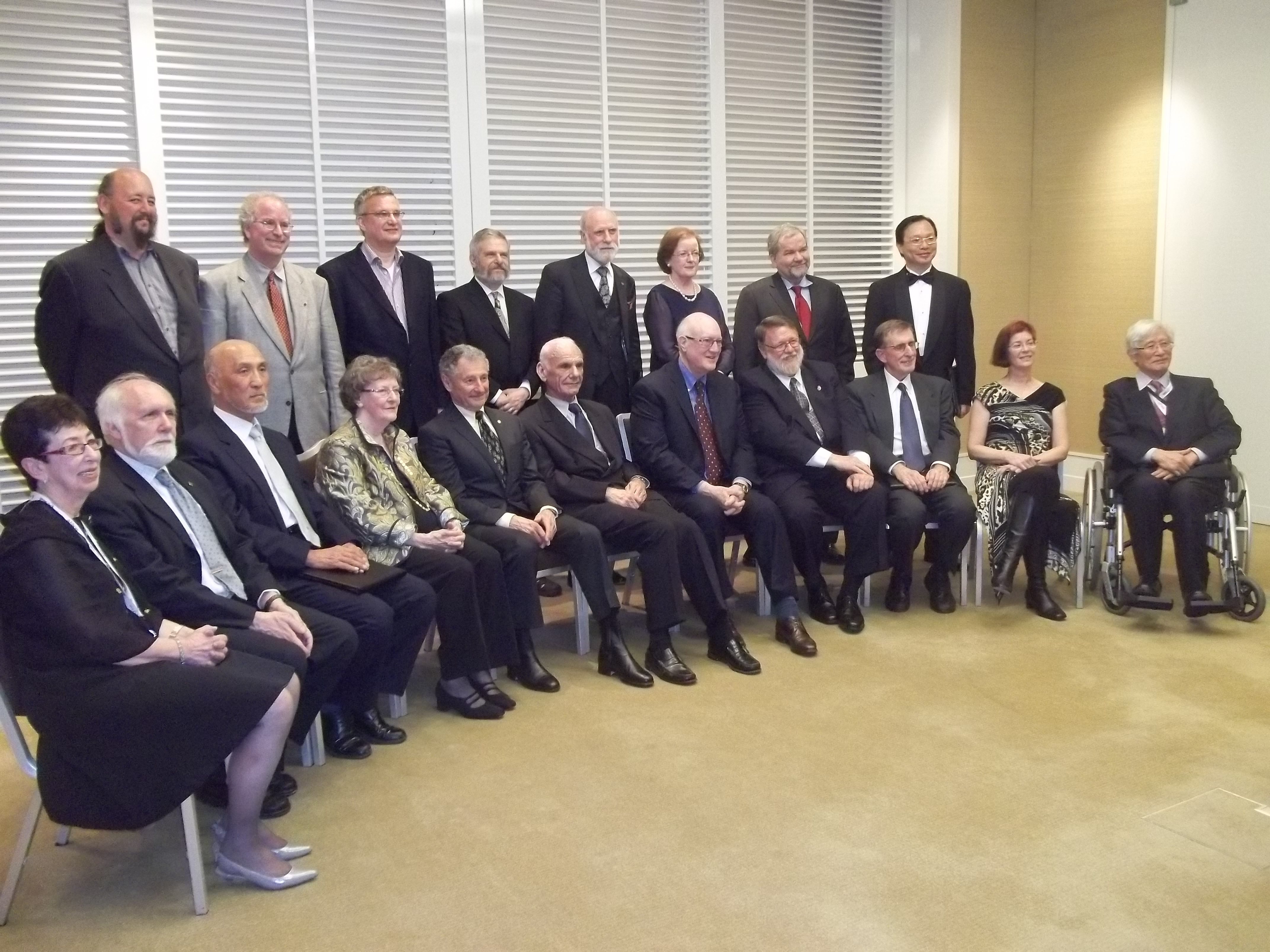
Перші члени Залу слави Інтернету (2012)

Зал слави Інтернету (The Internet Hall of Fame) — міжнародна щорічна премія, заснована в 2012 році, яку присуджує «Товариство Інтернету» (Internet Society, ISOC) за досягнення в області розвитку Інтернету. Серед почесних членів Вінт Серф («батько інтернету»), Тім Бернерс-Лі (винахідник Всесвітньої павутини), Лінус Торвальдс (творець Linux), Джиммі Вейлз (засновник Вікіпедії).

## Історія
У 2012 році в ознаменування 20-річчя «Товариства Інтернету» (Internet Society, ISOC) відбулися установчі збори і перша інавгурація почесних членів Залу слави Інтернету. 23 квітня 2012 року під час проведення конференції Internet Society's Global INET в Женеві (Швейцарія) були названі перші 33 його члена.
Офіційне введення нових 32 членів 2013 року було анонсовано на 3 серпня. Спочатку церемонія планувалася в Стамбулі, але потім було ухвалено рішення про її перенесення в Берлін.

## Номінації
Нагороди присуджують за трьома категоріями:
- «Піонери» (Pioneers)
- «Підключателі» (Global connectors; ті, хто допомагав підключати до Мережі жителів різних країн і континентів)
- «Інноватори» (Innovators).

## Члени Залу слави
(Посмертне присудження позначено знаком «†».)

### «Піонери» (Pioneers)
2012
- Пол Берен (посмертно)
- Вінтон Серф
- Данні Коен[en]
- Стів Крокер[en]
- Дональд Девіс[en] (посмертно)
- Елізабет Фейнлер
- Чарльз Герцфельд[en]
- Роберт Елліот Кан
- Пітер Кірстейн[en]
- Леонард Кляйнрок
- Джон Кленсін[en]
- Джонатан Брюс Постел[en] (посмертно)
- Луї Пузен[en]
- Лоуренс Робертс[en]

2013
- Девід Кларк
- Девід Фарбер[en]
- Говард Франк (англ. Howard Frank)
- Канчана Канчанасут[en]
- Джозеф Ліклайдер (посмертно)
- Роберт Меткалф
- Дзюн Мураї[en]
- Кес Неггерс[en]
- Нії Куейнор[en]
- Гленн Райкарт [en]
- Роберт Тейлор
- Стівен Вольф[en]
- Вернер Цорн [en]

2014
- Дуглас Енгельбарт (посмертно)
- Сьюзен Естрада [en]
- Френк Харт[en]
- Денніс Дженнінгс [en]
- Рольф Нордхаген [en] (посмертно)
- Радіа Перлман

### «Підключателі» (Global connectors)
| 2012 - Ренді Буш (англ. Randy Bush) - Kilnam Chon - Альберт Гор - Ненсі Хафкін - Джефф Х'юстон (англ. Geoff Huston) - Брюстер Кейл - Даніел Карренберг (нід. Daniël Karrenberg) - Тору Такахасі - Tan Tin Wee | 2013 - Карен Бенкс (англ. Karen Banks) - Gihan Dias - Anriette Esterhuysen - Steve Goldstein - Teus Hagen - Ida Holz - Ху Ціхен - Харухіса Ісіда † - Barry Leiner † - George Sadowsky |

### «Інноватори» (Innovators)
| 2012 - Тім Бернерс-Лі - Роберт Кайо - Ван Якобсон - Лоуренс Лендвебер - Пол Мокапетріс - Крейг Ньюмарк - Раймонд Томлінсон - Лінус Торвальдс - Пилип Цимерман | 2013 - Марк Андреессен - Джон Перрі Барлоу - Франсіс Флюкігер - Стефен Кент - Анна-Марія Еклунд Левіндер - Річард Столмен - Аарон Шварц † - Джиммі Вейлз |

## Ресурси Інтернету
- Internet Hall of Fame. Архів оригіналу за 17 лютого 2022. Процитовано 17 лютого 2022., official website.
- Q&As with the living inductees. Архів оригіналу за 28 квітня 2012. Процитовано 01 березня 2020., from Wired, 2012.
- All posts tagged ‘Internet Hall of Fame’. Архів оригіналу за 27 листопада 2012. Процитовано 01 березня 2020., from Wired, 2012.
- Internet Hall of Fame honors Raymond Tomlinson, whose @ symbol defines Web life. Washington Post. 24 квітня 2012. Архів оригіналу за 03 липня 2013. Процитовано 01 березня 2020.